# 小鹿塚古墳
小鹿塚古墳（おしかづかこふん）は、埼玉県小鹿野町にある古墳である。小鹿原古墳群を構成する1基。
「をしか塚」とも記され、前方後円墳との説がある。古くから日本武尊の伝説を顕彰する聖地として親しまれている。1954年(昭和29年)には秩父宮の染筆による「小鹿野碑」が建立され庭園として整備された。その際に大刀が出土している。またかつて墳丘西側の畑から平板石が大量に掘り出され、大刀が出土したとの記録がある。
小鹿塚古墳が前方後円墳であるか否かについては、現状では公園化され不明であるが、1994年(平成6年)12月21日付けで町指定史跡に指定されている。